# Солодилов, Макар Алексеевич
Макар Алексеевич Солодилов (13 марта 1909, село Липовское, Курская губерния — 10 июля 1975, Славянск, Донецкая область) — командир 109-го гвардейского штурмового авиационного полка 6-й гвардейской штурмовой авиационной дивизии 2-го гвардейского штурмового авиационного корпуса 2-й воздушной армии 1-го Украинского фронта, гвардии майор. Герой Советского Союза.

## Биография
Родился 13 марта 1909 года в семье крестьян в селе Липовское. Русский.
Окончил 7 классов и курсы инструкторов буровзрывных работ при Донецком горном институте, работал на руднике Рутченково Донецкой области.
Член КПСС с 1932 года.
С 1934 года Красной Армии.
В 1936 году окончил Ворошиловградскую военно-авиационную школу пилотов.
Летом 1938 года участвовал в боевых действиях у озера Хасан.
Участник боёв на реке Халхин-Гол в 1939 году.
Участник Великой Отечественной войны с июня 1941 года, свыше 50 боевых вылетов он выполнил на бомбардировщике СБ, затем освоил штурмовик Ил-2.
Участник боев над Сандомирским плацдармом.
15 января 1945 года при выполнении боевой задачи отвлёк на себя огонь нескольких зенитных орудий противника, обеспечив выполнение боевой задачи по поддержке наступавших войск 1-го Украинского фронта.
Командир 109-го гвардейского штурмового авиационного полка гвардии майор Макар Солодилов к маю 1945 года совершил 116 боевых вылетов, нанеся врагу большой урон в живой силе и технике.
Указом Президиума Верховного Совета СССР от 27 июня 1945 года за образцовое выполнение боевых заданий командования на фронте борьбы с немецко-фашистскими захватчиками и проявленные при этом мужество и героизм гвардии майору Макару Алексеевичу Солодилову присвоено звание Героя Советского Союза с вручением ордена Ленина и медали «Золотая Звезда».
С 1947 года майор М. А. Солодилов — в запасе.
Жил в городе Славянск Донецкой области. Скончался 10 июля 1975 года.

## Награды
Награждён орденами Ленина, Красного Знамени, двумя орденами Красной Звезды, медалями.

## Память
Именем Героя названа одна из улиц города Славянска.